# Чорногорська фондова біржа
Чорногорська фондова біржа (MNSE; чорн. Montenegroberza AD) — фондова біржа в місті Подгориця, Чорногорія. Єдина біржа Чорногорії.
MNSE була заснована 1993 року і є членом Всесвітньої федерації бірж, Федерації європейських бірж цінних паперів та Федерації євроазіатських бірж.
Торгівля на MNSE складається з коротко- та довгострокових цінних паперів, шести інвестиційних фондів, облігацій та акцій з портфелів державних фондів.
MONEX20 та MONEXPIF — основні фондові індекси Чорногорської фондової біржі.
Чорногорська фондова біржа є членом Федерації євроазіатських бірж.

## Історія
Чорногорська фондова біржа була створена в червні 1993 року відповідно до Закону «Про гроші та ринок капіталу». Першими акціонерами Фондової біржі були сама держава та чотири національні банки:
- Чорногорбанка AD Підгориця;
- Pljevaljska banka AD Pljevlja;
- Беранська банк AD Berane;
- Hipotekarna Bank AD Podgorica

Після цього, у 1995 р. Чорногорська фондова біржа узгодила свою ділову діяльність із Законом про фондову біржу, діяльність на біржі та агентів. Тим часом відбулася перебудова Держави Югославії, і певні повноваження федеральних інститутів взяли установи, створені в Республіці Чорногорія.
Відповідно до Закону «Про цінні папери», Чорногорська фондова біржа була рекапіталізована шляхом випуску нових акцій. Після прийняття повноважень Федеральної комісії Югославії з цінних паперів та фінансових ринків у грудні 2000 року Комісія з цінних паперів Республіки Чорногорія після визначення всіх необхідних передумов надала Чорногорській фондовій біржі ліцензію на ведення бізнесу.
У період з 1994 по 2000 рік Чорногорська фондова біржа торгувала переважно грошовими коштами та короткостроковими цінними паперами, як це дозволяло чинне законодавство.
Перші брокерські компанії в Чорногорії були створені 1996 року, такі як: CG Broker, Holder broker і Monte Adria Broker. Передача повноважень регулювання ринків цінних паперів з Колишньої Республіки Югославії її державам-членам вимагала прийняття Чорногорського закону про цінні папери, який не регулював випуск короткострокових цінних паперів або торгівлю ними. Таким чином, після прийняття вищезазначеного Закону, Чорногорська фондова біржа могла здійснювати торгівлю довгостроковими борговими та власними цінними паперами.
20 вересня 2001 року шість чорногорських фінансових установ та Брокерська асоціація бізнесу заснували Нову біржу цінних паперів Чорногорії. У цей період діяльність на Чорногорській фондовій біржі була дуже низькою (через невиконання законодавчих вимог щодо торгівлі цінними паперами). Чорногорська фондова біржа завершила остаточне узгодження із Законом про цінні папери Чорногорії у 2004 році, що призвело до ситуації, коли до кінця 2010 року працювали дві біржі.
Початок операцій Нової біржі цінних паперів Чорногорії є суттєвим, оскільки вперше в Чорногорії ринок капіталу на ринку операцій здійснювався електронною торговою системою.
На початку 2011 року дві чорногорські фондові біржі були інтегровані шляхом злиття Нової біржі цінних паперів Чорногорії до Чорногорської фондової біржі. Перший робочий день на єдиній Чорногорській фондовій біржі був 10 січня 2011 року.